# Puig d'Aulines
El Puig d'Aulines és una muntanya de 878 metres que es troba al municipi de la Vall d'en Bas, a la comarca catalana de la Garrotxa.